# Vandområdeplan 1.8 Ringkøbing Fjord
Vandplan eller Vandområdeplan 1.8 Ringkøbing Fjord  omfatter et areal på ca. 3.477 km² og berører de følgende 9 kommuner: Ringkøbing-Skjern, Herning, Ikast-Brande, Vejle, Billund, Varde, Holstebro, Silkeborg og Hedensted Kommune.

## Områdebeskrivelse
Området udgør ca. 8 % af Danmarks areal, og  strækker sig mod nord
fra Ulfborg i vest, syd om Herning og gennem Ikast og øst herfor.
Mod øst strækker området sig langs den jyske højderyg, øst for Nørre Snede og ned til Jelling vest for Vejle. Den sydlige grænse går næsten vinkelret på kysten nord for Billund og Grindsted og til Nymindegab syd for Ringkøbing Fjord. 
Landskabet består af udbredte hedesletter dannet af smeltevand under
sidste istid, som afgrænser store bakkeøer fra ældre istider. Desuden
findes omfattende klitarealer, og længst mod vest er der havaflejringer. Skjern Å er et markant landskabselement i oplandet. Jordbunden i oplandet er altovervejende sandet, og består hovedsageligt af grovsandet jord. Omkring Ringkøbing Fjord er store inddæmmede arealer
hvor pumpelag sørger for afvanding så det kan anvendes  til landbrugsmæssige formål.
I oplandet findes 1.566 km målsatte vandløb, domineret af Danmarks vandrigeste å,  Skjern Å og dens tilløb. Der er 7.581 søer heraf 43 større end 5 ha og 19 grundvandsforekomster. Oplandets kystvande er Ringkøbing Fjord og  Vesterhavet. Oplandet til Vesterhavet udgør en smal strimmel langs vestkysten ud for Ringkøbing Fjord på 8,7 km² udgøres af strand- og klitzonen langs kyststrækningen. Vesterhavet i området påvirkes dog også af hele oplandet til Ringkøbing Fjord
gennem vandudvekslingen med fjorden via slusen i Hvide Sande.

## Natura 2000
Gennemførelse af indsatsen efter vandplanerne koordineres med bevaringsmålsætningen for Natura 2000-områder.
Omkring 202 km vandløb i  oplandet er omfattet af habitatdirektivet
bl.a. Skjern Å, Omme Å og Vorgod Å, bl.a. fordi de rummer en bestand af laks, havlampret, flodlampret, bæklampret og
grøn kølleguldsmed.

### Natura 2000-områder
- Natura 2000-område nr. 53 Sepstrup Sande, Vrads Sande, Velling Skov og Palsgård Skov
- Natura 2000-område nr. 64 Heder og klitter på Skovbjerg Bakkeø, Idom Å og Ormstrup Hede
- Stadil Fjord og Vest Stadil Fjord
- Natura 2000-område nr. 67 Borris Hede
- Natura 2000-område nr. 68 Skjern Å
- Natura 2000-område nr. 69 Ringkøbing Fjord og Nymindestrømmen
- Natura 2000-område nr. 70 Mose ved Karstoft Å
- Natura 2000-område nr. 71 Kimmelkær Landkanal
- Natura 2000-område nr. 73 Lønborg Hede
- Natura 2000-område nr. 74 Husby Klit
- Natura 2000-område nr. 75 Harrild Hede, Ulvemosen og heder i Nørlund Plantage
- Natura 2000-område nr. 76 Store Vandskel, Rørbæk Sø, Tinnet Krat og Holtum Ådal øvre del
- Natura 2000-område nr. 76 Store Vandskel, Rørbæk Sø, Tinnet Krat og Holtum Ådal øvre del
- Natura 2000-område nr. 237 Ringive Kommuneplantage[2]